# Autrêches
Autrêches é uma comuna francesa na região administrativa de Altos da França, no departamento de Oise. Estende-se por uma área de 13,03 km². Em 2010 a comuna tinha 735 habitantes (densidade: 56,4 hab./km²).